# リッチー・サンボラ
リッチー・サンボラ（Richie Sambora、1959年7月11日 - ）は、アメリカ合衆国ニュージャージー州出身のミュージシャン。ロック・バンド、ボン・ジョヴィでギターを担当していた。

## 人物
ポーランド系の父アダムとイタリア/ポーランド系の母ジョアン・シェニラとの間に生まれる。父方のルーツはクラクフ。ニュージャージー州ウッドブリッジの町で育つ。ギターを始めたのは14歳の時で、ジミ・ヘンドリックスの死に触発されてのことである。
ボン・ジョヴィの前身バンドであったワイルド・ワンズのライブを観て、当時のギタリストであったデイヴ・セイボ（現スキッド・ロウ）の演奏に憤慨し、終演後楽屋に乗り込み、「こんなギタリストより俺の方が上手い」とジョンらメンバーの前で啖呵を切ったことが加入のきっかけとなった。後日、正式にオーディションに参加し、デイヴの代わりにギタリストとして加入することとなった。
ソロとしては1991年、アルバム『ストレンジャー・イン・ディス・タウン』でデビュー。ボン・ジョヴィのライブにおいてコーラスを披露していたが、ここであらためてソウルフルな歌を披露した。「Mr.Bluesman」という曲は、彼が尊敬してやまないエリック・クラプトンに憧れてギタリストを夢見る少年（リッチー本人）のことを歌っているが、エリック・クラプトン本人がその曲に感動し、ゲスト・ミュージシャンとして参加している。
1994年、アリー・シーディやシェールなどとの交際歴を経て、ヘザー・ロックリアと結婚し一女をもうける。
その後、マリブの自宅の近所に住む女優で、妻のヘザーの親友だったデニス・リチャーズが、彼女の夫で人気俳優チャーリー・シーンの浮気の激しさに悩んだ末に、友人のリッチーに相談を持ちかけたことがきっかけで不倫関係になってしまい、その事実を知り激怒した妻のヘザーがリッチーに三行半を突きつけ2007年に離婚。その後、リッチーとデニスは「全米で一番憎まれているカップル」とゴシップ誌に認定されるなど、世間から激しくバッシングを受け、1年後に破局。
デニスとの破局後からアルコール依存症の症状が重くなり、2007年にはついにリハビリ施設に入所。2008年春に飲酒運転で逮捕されたが、そのときに酔っ払った状態で11歳の娘を自動車に同乗させていたことが問題になり、父親としての自覚が足りないということで、再び世間からバッシングを受ける羽目になった。
2011年4月、再びリハビリ施設に入ることとなり、欧米で予定していたツアーへ参加できなくなる事態となった。その後、6月にクロアチアのザグレブ公演よりツアーに合流。しかし、2013年のビコーズ・ウィー・キャンツアーの開始ひと月目から「家庭上の都合」を理由に再び離脱し、それ以降も不参加の状態が続いた。2014年11月、ジョンがショービズ411のインタビューにて、リッチーが脱退したことを明かしたが、バンド側からの正式な発表はない。
個人的な日本とのつながりでは、1997年、反町隆史のアーティスト・デビュー・シングル「Forever」に参加。同曲は、反町隆史の主演ドラマ『ビーチボーイズ』の主題歌として使用され、フジテレビ系列で放映された。

## 使用機材
1980年代のギター
- クレイマー - シグネイチャー・モデル“Jersey Star”シリーズ
- シャーベル - カスタムモデル。(クレイマーとのエンドース契約時にはヘッドにクレイマーのロゴが貼られていた。)
- オベーション - D768ダブルネック、1985シリーズ

1990年代以降のギター
- ギブソン - 1959年製レスポールスタンダード、1963年製SGジュニア等
- フェンダー - カスタムショップ製シグネイチャーストラトキャスター、エリック・クラプトンストラトキャスター、テレキャスター（ダブルネック仕様など）
- テイラー・ギター - RSSMシリーズ
- C.F.マーティン - シグネイチャーモデル

OMC41
- フロイド・ローズ - カスタムモデル
- SANDS - カスタムモデル
- NYS - Blackhawk
- Times Square Guitars - Sambora Guitar
- ESP - LTD SA-2
- ゼマティス - メタルフロント

等々多数
アンプ
- フェンダー - Tone Master
- マーシャル - JCM800、JCM2000
- Friedman Amps - BE100
- Blackstar - Series One

## ディスコグラフィ

### スタジオ・アルバム
- 『ストレンジャー・イン・ディス・タウン』 - Stranger In This Town（1991年）

デヴィッド・ブライアン、ティコ・トーレス（以上ボン・ジョヴィ）、トニー・レヴィン、エリック・クラプトン、グレッグ・フィリンゲインズ等が参加。
- 『アンディスカヴァード・ソウル』 - Undiscovered Soul（1997年）

ドン・ウォズ、ビリー・プレストン等が参加。
- 『アフターマス・オブ・ザ・ローダウン』 - Aftermath of the Lowdown（2012年）

ロジャー・ジョセフ・マニング・ジュニア等が参加。

### メッセージ
- 『レッスンズ』 - Lessons（2000年） ※リッチーが過去に在籍していたバンド「メッセージ」のアルバム

### シャーク・フレンジー・フィーチャリング・ブルース・フォスター&リッチー・サンボラ
- 『シャーク・フレンジー ft ブルース・フォスター & (early)・リッチー・サンボラ』 - Shark Frenzy (2004年) ※リッチーが18歳の頃の未発表音源集

### ボン・ジョヴィ
- 『夜明けのランナウェイ』 - Bon Jovi (1984年)
- 『7800°ファーレンハイト』 - 7800° Fahrenheit (1985年)
- 『ワイルド・イン・ザ・ストリーツ』 - Slippery When Wet (1986年)
- 『ニュージャージー』 - New Jersey (1988年)
- 『キープ・ザ・フェイス』 - Keep the Faith (1992年)
- 『ジーズ・デイズ』 - These Days (1995年)
- 『クラッシュ』 - Crush (2000年)
- 『バウンス』 - Bounce (2002年)
- 『ハヴ・ア・ナイス・デイ』 - Have a Nice Day (2005年)
- 『ロスト・ハイウェイ』 - Lost Highway (2007年)
- 『ザ・サークル』 - The Circle (2009年)
- 『ホワット・アバウト・ナウ』 - What About Now (2013年)

### RSO（リッチー・サンボラ+オリアンティ）
- Rise (2017年) ※EP
- Making History (2017年) ※EP
- 『レディオ・フリー・アメリカ』 - Radio Free America (2018年)

### 参加アルバム
- シェール : 『シェール』 - Cher (1987年)
- デズモンド・チャイルド : 『ディシプリン』 - Discipline (1991年)